# Moto Club de São Luís
Moto Club de São Luís is een Braziliaanse voetbalclub uit São Luís in de staat Maranhão. 

## Geschiedenis
De club werd opgericht in 1937 als Ciclo Moto en was aanvankelijk enkel actief in de motorsport maar begon al in 1938 met een voetbalsectie en in 1940 speelde de club voor het eerst in de hoogste klasse van de staatscompetitie. In 1944 volgde een eerste titel. 
Pas in 1959 werd met de Taça Brasil een nationale competitie ingevoerd voor staatskampioenen om zo een landskampioen te bepalen. Na de staatstitel in 1959 mocht de club in 1960 aantreden in de Taça, en versloeg daar  Paysandu. In de finale van de noordelijke groep verloren ze van Fortaleza. Het volgende seizoen verloor de club van Remo. Na zes jaar werd de club opnieuw kampioen en nam in 1967 opnieuw deel. Deze keer werd er een groepsfase gespeeld en kon de club niet doorstoten naar de tweede ronde. Bij de laatste editie in 1968 werd de club groepswinnaar en schakelde daarna nog Piauí uit. In de halve finale van de noordelijke zone verloren ze dan van Bahia. 
In 1971 werd de Série A ingevoerd als hoogste klasse, maar voor de clubs uit de kleinere staten was er aanvankelijk geen plaats. Vanaf 1973 was er wel jaarlijks plaats voor één of meerdere clubs uit de staat. Moto Club nam zeven keer deel tot 1984 maar kon nooit potten breken tegen de vele sterkere teams uit andere staten. De club speelde ook dertien keer in de Série B, waarvan de laatste keer in 1997. Na de staatstitel in 2008 volgde een jaar later voor de eerste keer een degradatie. De club keerde na één seizoen terug maar in 2012 volgde een nieuwe degradatie. Ook nu behaalde de club meteen de titel en in 2016 werden ze weer staatskampioen en bereikte in de Série D de halve finale, die ze verloren van Volta Redonda. Dit gaf wel recht op promotie en de club was nog maar de tweede club uit de staat die daar in slaagde sinds de invoering van de Série D in 2009. Na één seizoen moest de club al een stapje terugzetten. In 2018 werd de club opnieuw staatskampioen en bereikte in de Série D de derde ronde, die ze verloren van staatsgenoot Imperatriz. In 2019 bereikte de club opnieuw de staatsfinale, die ze verloren aan Imperatriz door twee owngoals.

## Erelijst
Campeonato Maranhense
1944, 1945, 1946, 1947, 1948, 1949, 1950, 1955, 1959, 1960, 1966, 1967, 1968, 1974, 1977, 1981, 1982, 1983, 1989, 2000, 2001, 2004, 2006, 2008, 2016, 2018